# Široká (Vysoké Tatry)
Široká je horský vrchol o nadmořské výšce 2210 m na Slovensku, ve Vysokých Tatrách.
Je nejvýraznějším štítem v hřebeni táhnoucím se z Malého Javorového štítu na severozápad a oddělujícím Bielovodskou a Javorovou dolinu. Vrcholem Široké se tento boční hřeben dále rozděluje, přičemž jeden pokračuje na sever na Svišťovky o nadmořské výšce 2069,8 m a druhý na severozápad na Zámky 2010 m. Na jihovýchodním úpatí vrchu se nachází Zelené Javorové pleso.

## Turismus
Široká není turisticky přístupná.